# 2012 en Belgique
Chronologie de la Belgique
- 2008
- 2009
- 2010
- 2011
- 2012
- 2013
- 2014
- 2015
- 2016

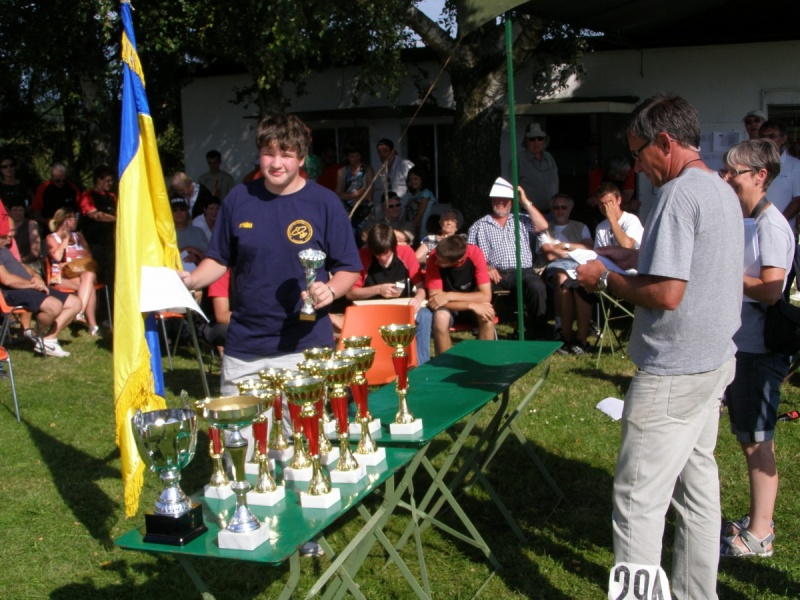

Cette page concerne des événements qui se sont produits durant l'année 2012 du calendrier grégorien en Belgique.

## Chronologie

### Mars
- 13 mars 2012 : accident d'autobus en Suisse : 28 morts dont 22 enfants qui revenaient de classe de neige et leurs deux professeurs.

### Octobre
- 14 octobre : élections communales et provinciales[1].

### Décembre
- 9 décembre : mise en service du Fyra, train à grande vitesse reliant Bruxelles à Amsterdam.

## Culture

### Cinéma
- À perdre la raison, de Joachim Lafosse.
- Torpedo, de Matthieu Donck.

### Littérature
- Prix Rossel :  Patrick Declerck, Démons me turlupinant (Gallimard).
- Prix des lettres néerlandaises : Leonard Nolens.

### Musique
- Concours musical international Reine Élisabeth de Belgique 2012 (violon)

## Sciences
- Prix Crafoord : Jean Bourgain (mathématiques)[2].
- Prix Francqui : Conny Aerts (astérosismologie, KULeuven et UHasselt).

## Décès
- 17 janvier : Martine Matagne, animatrice de radio et de télévision.
- 22 janvier : Rita Gorr, mezzo-soprano.
- 31 janvier : André Eijberg, sculpteur, céramiste.
- 21 mars : Jan Goossenaerts, supercentenaire.
- 12 mai : Eddy Paape, auteur de bande dessinée.
- 15 mai : Dominique Rolin, écrivaine de langue française.
- 24 mai : Jacqueline Harpman, écrivaine de langue française.
- 16 juin : Charles Hanin, homme politique.
- 5 juillet : Rob Goris, coureur cycliste.
- 19 juillet : Janine Lambotte, journaliste.
- 5 août : Michel Daerden, homme politique.
- 16 août : Martine Franck, photographe.
- 19 août : Maïté Nahyr, actrice.
- 21 août : Guy Spitaels, homme politique.
- 1er septembre : Françoise Collin, philosophe, écrivaine de langue française.
- 13 septembre : René Thierry, journaliste.
- 21 septembre : Henry Bauchau, écrivain de langue française.
- 6 octobre : Raoul De Keyser, artiste peintre.
- 7 octobre : Ivo Michiels, réalisateur, écrivain de langue néerlandaise.
- 10 octobre : Jos Huysmans, coureur cycliste.
- 18 octobre : Jean-Pierre Hautier, animateur de radio et de télévision.
- 22 octobre : Jozef Mannaerts, joueur de football.
- 6 novembre : Charles Delporte, artiste peintre, sculpteur.
- 9 novembre : Georges Yu, acteur, réalisateur.
- 11 novembre : Victor Mees, joueur de football.
- 17 novembre : Armand Desmet, coureur cycliste.
- 7 décembre : Denis Houf, joueur de football.
- 16 décembre : Mario Ramos, illustrateur, écrivain pour enfants.
- 19 décembre : Georges Jobé, pilote de motocross.

## Statistiques
- Population totale au 1er janvier 2012 : 11 094 850 habitants[3].